# Джи (буква дезеретского алфавита)
𐐖, 𐐾 (джи, англ. g; в Юникоде называется джи, англ. jee) — двадцать третья буква дезеретского алфавита, использовавшегося для записи английского языка Церковью Иисуса Христа Святых последних дней в 1854—1875 годах.

## Использование
Обозначала согласный [d͡ʒ], который в традиционной английской орфографии может записываться как j, g, dge или du. Изначально могла также обозначать слог [d͡ʒi], соответствующий названию буквы, но после 1869 года такой способ записи применялся только для отдельно стоящих букв. В варианте английского фонотипического алфавита Эллиса и Питмана 1847 года, на котором был основан дезеретский алфавит, данной букве соответствовала J j.
В романизации ALA-LC для дезеретского письма, принятой в 2016 году, эта буква передаётся как J j.

## Кодировка
Буква была впервые предложена для внесения в Юникод Джоном Х. Дженкинсом 8 ноября 1996 года, её заглавную и строчную формы предлагалось закодировать за пределами Основной многоязычной плоскости (BMP) на неопределённых кодовых позициях U+xxx16 и U+xxx46. 5—6 декабря заявка была одобрена Техническим комитетом Юникода (UTC). 20 января 1997 года была подана заявка в WG2, которая была принята 20—24 января.
16 октября 1998 Майкл Эверсон предложил изменить порядок символов при кодировке дезеретского алфавита, разместив строчные буквы непосредственно после соответствующих заглавных, заглавное и строчное начертания данной буквы он поставил на кодовые позиции U+1102C и U+1102D соответственно. 23 января 1999 он пересмотрел своё решение и предложил закодировать символы в том же порядке, который ранее предложил Дженкинс, но сдвинув строчные буквы на 8 кодовых позиций назад, что позволило бы сэкономить один столбец из 16 кодовых позиций; для заглавной и строчной форм данной буквы он на сей раз предложил кодовые позиции U+11116 и U+1113E.
Заглавная и строчная формы буквы были включены в Юникод в версии 3.1, вышедшей в марте 2001 года, под шестнадцатеричными кодами U+10416 и U+1043E соответственно, они входят в блок «Дезеретское письмо» (англ. Deseret).
12 апреля 1997 года Джон Х. Дженкинс подал заявку на включение дезеретского алфавита в ConScript Unicode Registry, заглавную и строчную формы данной буквы предлагалось разместить в области для частного использования на кодовых позициях U+E846 и U+E876 соответственно. В том же году данная буква была включена в CSUR, а после внесения дезеретского алфавита в Юникод в 2001 году — исключена.
В 2002 году Кеннет Р. Бизли разработал LAΤΕΧ-совместимый шрифт desalph на METAFONT, заглавная и строчная формы буквы в нём вызываются командами \daucjee и \dalcjee соответственно, или, более коротко, \uc{\dZ} и \dZ (только внутри команды \textda{}).